# Benito Mussolini
Benito Amilcare Andrea Mussolini (29. července 1883 Predappio – 28. dubna 1945 Giulino) byl italský premiér, politik, novinář a diktátor, spolutvůrce a zakladatel fašismu.

## Mládí
Jeho otec Alessandro Mussolini byl nejdříve kovářem v Predappiu a pak majitelem hostince ve Forli, matka byla učitelkou. Rodina byla revolucionářská (Benito byl pojmenován po Benitu Juárezovi). Vystudoval učitelský ústav (1901), poté jeden rok působil jako učitel. Roku 1902 uprchl do Švýcarska, aby se vyhnul vojenské službě. Zde se živil různými nekvalifikovanými pracemi, kupř. jako pomocník zedníka. Téhož roku se stal členem Italské socialistické strany. Podle některých zdrojů se ve Švýcarsku stýkal s ruskými emigranty a s bolševiky, například i s V. I. Leninem. Když už ve Švýcarsku nenašel žádné pracovní místo, musel žebrat, byl zatčen za potulku a nakonec vykázán ze země.

## Politika
Roku 1904 se vrátil do Itálie, kde nastoupil vojenskou službu, kvůli které předtím uprchl. Od roku 1908 byl novinářem, v roce 1912 se stal redaktorem, o dva roky později šéfredaktorem Avanti! – novin Italské socialistické strany. V roce 1911 byl zatčen při demonstraci proti italsko-turecké válce.

## Socialistické období

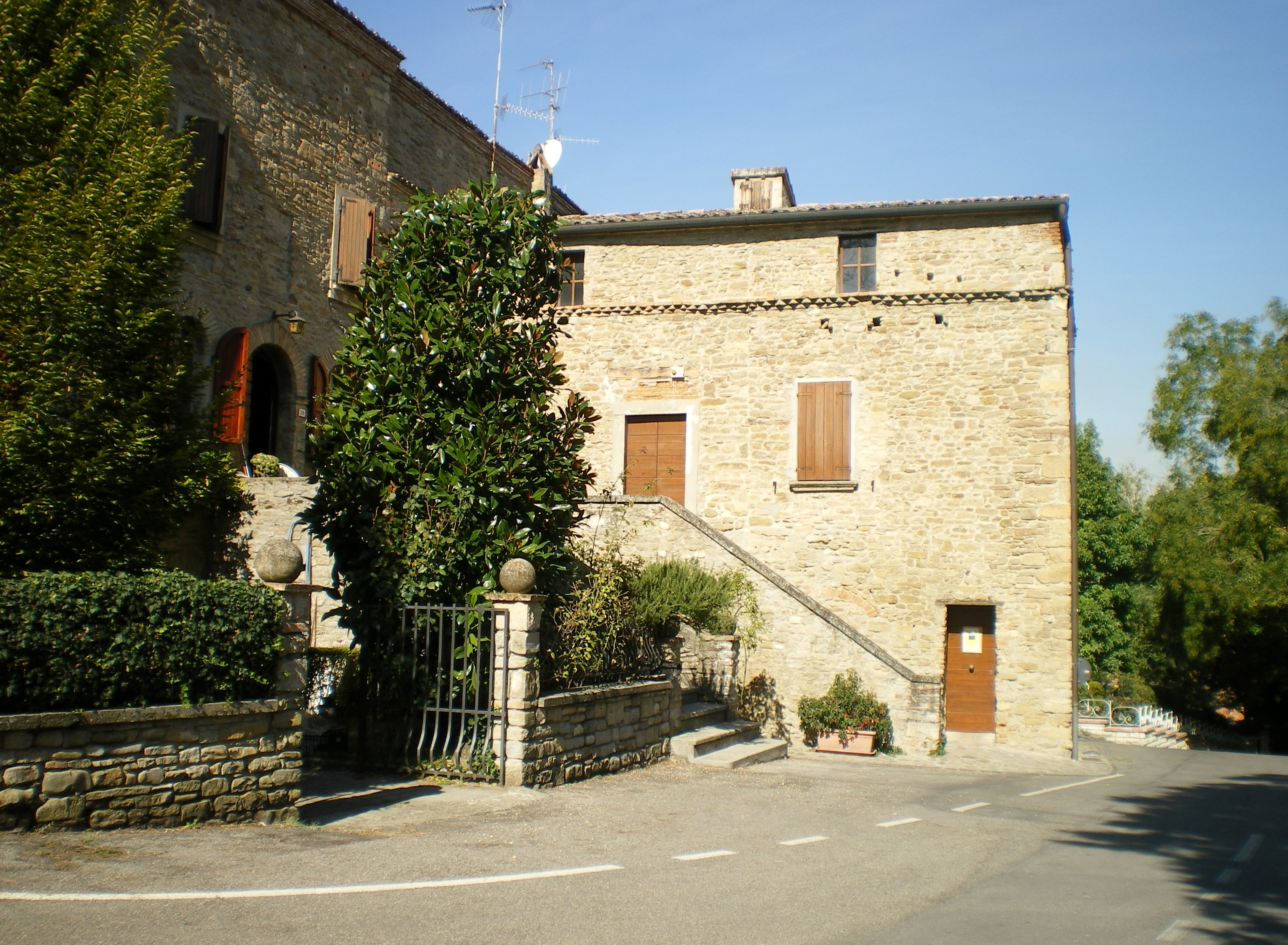
Rodný dům Benita Mussoliniho v italském městě Predappio

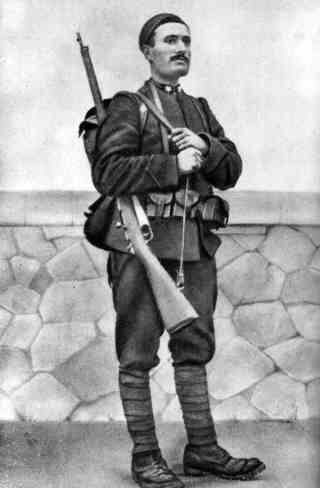
Mussolini v roce 1917, během první světové války

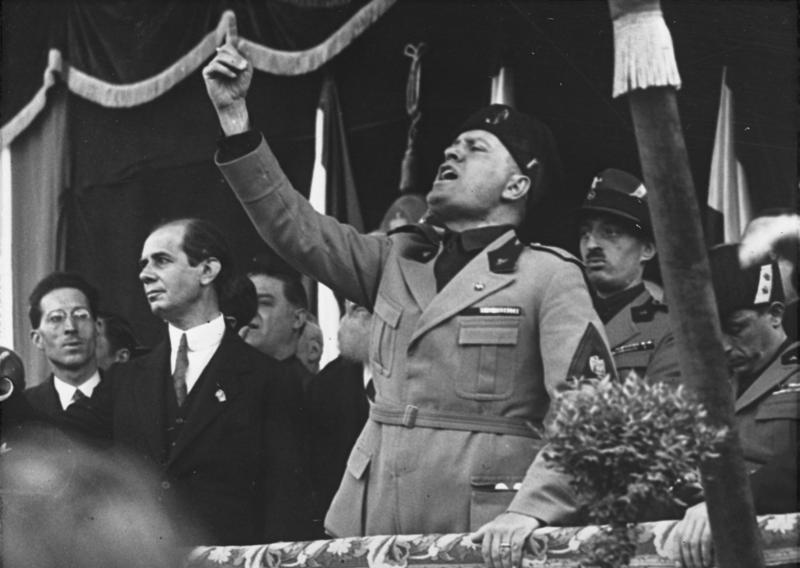
Mussolini v roce 1930, pronášející svůj typicky prožívaný projev

V roce 1913 napsal pojednání Giovanni Hus, il Veridico (česky Jan Hus, hlasatel pravdy), vyšlo v Římě a více než odborná studie je to publicistika. Na toto téma vydal knihu Pavel Helan Duce a kacíř – Literární mládí Benita Mussoliniho a jeho kniha Jan Hus, muž pravdy. Slovo „Pravda“ (veridico), které je přiřknuto jako synonymum k Husovi, použil ve svém pseudonymu vero eretico (opravdový kacíř), kterými podepisoval své články v tomto období. Po vypuknutí první světové války se se socialistickou stranou rozešel, protože postupně přešel na pozice zastánců vstupu do války na straně Dohody. Mussolini byl na schůzi v Miláně vyloučen ze strany pro politické a morální selhání. Na své kritiky tehdy zvolal: „Myslíte, že se mě můžete zbavit, ale uvidíte, že se vrátím. Jsem a zůstanu socialistou a moje názory se nikdy nezmění. Mám je v krvi.“ Pokračoval však vlastní cestou. Založil také vlastní noviny Il popolo d'Italia (Italský lid), kde intervenci Itálie propagoval. V tomto listě psal také oslavně o československých legiích. Dle Mussoliniho bylo hloupostí myslet si, že socialistický stát by dokázal překonat staré bariéry rasy a historických nároků, dle něj nacionální cit existuje a nelze ho popřít. Mussolini se také sám sebe ptal, zda je internacionalismus absolutně nutnou součástí myšlenky socialismu.
V roce 1915 vyhlásila Itálie válku Rakousko-Uhersku. Mussolini se snažil co nejdříve stát vojákem a dostat se na frontu, ale narazil na úřední předpisy a mobilizační plán. Někteří jeho životopisci tvrdí, že kdyby opravdu chtěl, tak by se k bojovým jednotkám dostal, ale to se nezdá příliš pravděpodobné. Povolán byl až 31. srpna 1915 a po absolvování základního výcviku byl na frontu odvelen 15. září jako příslušník 33. praporu 11. elitního pluku bersagliérů. Zde onemocněl paratyfem, ale nemoc přežil a hned po uzdravení se oženil se svou dlouholetou milenkou Rachele Guidiovou. Vojákem italské armády byl v letech 1915–1917, propuštěn byl po těžkém zranění.

## Fasci, fašismus
Roku 1919 založil organizaci Fasci di Combattimento (tzn. „Bojové svazky“), ta se roku 1921 změnila na fašistickou stranu – Partito Nazionale Fascista. Raný program fašistického hnutí byl ovlivněn socialismem. Požadoval půdu pro rolníky, zastoupení dělníků ve vedení podniků, progresivní zdanění kapitálu, znárodnění půdy a podniků atd. Při smiřování socialismu a nacionalismu převzal fašismus učení Enrika Corradiniho, dle kterého byla Itálie vykořisťována předními evropskými mocnostmi a byla „proletářským národem“. Její boj proti bohatým národům byl stejně naléhavý jako boj dělníků proti kapitalistům.
Roku 1921 byl Mussolini zvolen do italského parlamentu za Fasci di Combattimento. Údernou silou nového hnutí se staly oddíly Černých košil, což byli převážně příslušníci Arditů (přepadové jednotky italské armády zformované v roce 1917, jejichž charakteristickým znakem byla černá košile). Tito tzv. squadristé zahájili sérii útoku proti odborovým centrálám, sídlům socialistické a komunistické strany a redakcím levicových novin. Terčem útoků se na severu Itálie stala i slovinská a německá menšina. Levice zareagovala formováním úderek jako byli Arditi del Popolo, a tak boje v mnoha italských městech připomínaly občanskou válku. Na druhou stranu Mussolini podpořil zabírání některých továren a v roce 1920 se pokusil přesvědčit dělníky, aby ho uznali jako svého vůdce. V roce 1921 navrhl koalici s levicí, což se neuskutečnilo a sjezd fašistické strany přijal dle Mussoliniho rozhodně antisocialistický program.
Fašisté krom fyzického násilí užívali proti opozici s oblibou ricinový olej ve velkých dávkách, který donutili své oběti vypít, a pokud chtěli mít jistotu, že jejich oběť nepřežije, tak jej „ochutili“ benzínem. Oblíbené bylo u fašistů i stávkokazectví, které jim přineslo uznání mnoha Italů.
V Popádí, kde měli fašisté podporu velkých i středních vlastníků půdy, se oblastním velitelům úderek dařilo ovládnout města jako Ferrara, Cremona, Piacenza a posléze padla i významná bašta levice Bologna. Když začátkem října 1922 provedli fašisté výpravy na jih do Neapole a ovládli Apulii, bylo jasné, že další na řadě je Řím.
28. října 1922 Mussolini zorganizoval pochod na Řím a vyhrožoval, že svrhne vládu, čímž si vynutil jmenování předsedou italské vlády. Jako premiér pak zahájil velké reformy, během nichž neustále zvyšoval své pravomoci, od roku 1925 vládl již jako diktátor. V této době začal používat titul capo del governo e duce del fascismo (šéf vlády a vůdce fašismu).
Ve volbách v dubnu 1924 získala společná kandidátka fašistů, nacionalistů a liberálů 64 %, a tím ovládla dolní komoru italského parlamentu. Squadristé byli reorganizováni do Milizia Volontaria per la Sicurezza Nazionale (MVSN – milice dobrovolníků pro státní bezpečnost). Poté, co poslanec za socialisty Giacomo Matteotti ve svém projevu napadl regulérnost voleb, poznamenaných v některých provinciích jako Veneto, Piemont či Ligurie násilím vůči opozici, byl 10. června 1924 unesen fašistickým komandem a zabit. Muži, kteří ho unesli, byli členy zvlášť násilnického oddílu (squadry) přezdívaného Čeka (Ceka) po Leninově tajné polici, řetěz velení této jednotky vedl až do nejbližšího okolí Mussoliniho.
Mussoliniho vláda se tím poprvé citelně zachvěla, ale poté, co jej podpořili lídři liberální strany a samotný italský král, rozhodl se vyhovět tlaku radikálního křídla ve fašistické straně a 3. ledna 1925 převzal „mravní, politickou a historickou zodpovědnost za vše co se stalo“.

## Totalitní stát a impérium
Opozice se ho poté, co zklamala po atentátu na Giacoma Matteottiho jejich pasivní rezistence v parlamentu (Aventinská secese), pokusila zastavit násilím. Jako první se na budoucího diktátora pokusil zaútočit člen Socialistické strany a Svobodný zednář Tito Zaniboni, který měl v úmyslu zastřelit odstřelovací puškou duceho dne 5. listopadu 1925 při projevu na balkonu Palazzo Chigi, ale byl zatčen tři hodiny před útokem. Ani další útok vedený Violet Gibsonovou 7. dubna 1926 v Římě se nezdařil. Diktátora škrábla jen jedna kulka na nose, což jej vedlo k bonmotu, že: „kulky mizí a Mussolini zůstává“. Další útok nastal u Porta Pia dne 11. září téhož roku. Carrarský anarchista a člen levicových Arditi del Popolo Gino Lucetti zaútočil na diktátorův vůz ručním granátem, který zranil 8 lidí, ale Mussolini vyvázl nezraněn. Sérii neúspěšných útoku završil patnáctiletý anarchista Anteo Zamboni, který na diktátora zahájil palbu 31. října 1926 na přehlídce fašistické milice v Boloni, za což byl vzápětí černokošiláky zlynčován.
Mussolini dokonale využil těchto útoků. Zorganizoval tajnou politickou policii (OVRA), dále pak speciální tribunály pro bezpečnosti státu a nakonec zlikvidoval zákonnost zavedením Leggi Fascistissime – fašistického zákonodárství.
Mussolini se pokusil fašizovat společnost a často mluvil o vytvoření „nového Itala“ – tj. nového člověka socialismu s nacionalistickou tváří. Podobně jako u socialistických režimů té doby došlo v Itálii k zákazu stávek veřejných zaměstnanců a stávek s politickými cíli. Fašistické odborové svazy byly prohlášeny za jediné legální zástupce zaměstnanců. Po vzoru Komsomolu byla vytvořena mládežnická organizace s povinným členstvím Opera Nazionale Balilla. Mussolini navrhl motto všechno ve státě; nic mimo stát a zavedl termín totalitní stát.
Místo parlamentu převzal kontrolu nad zemí nový orgán – Velká fašistická rada. Přes 10 000 opozičníků bylo uvězněno v internačních táborech na Ponsetijských, Liparských a Tremitských ostrovech. Na druhou stranu Mussolini po roce 1926 zavedl jistou „normalizaci“ svého režimu a během let 1927–1940 dal popravit za antifašistickou činnost jen 9 oponentů. Dle jiného zdroje bylo popraveno a zavražděno několik desítek lidí. Dále byli z parlamentu vypuzeni socialisté, komunisté a další levicoví poslanci a jejich strany byly v podstatě zakázány. Komunisté a dřívější spolupracovníci (ze socialistického období) Mussoliniho Antonio Gramsci a Amadeo Bordiga byli uvězněni. Přesto se fašistická Itálie i přes velkou represi nejevila ve srovnání s národně socialistickými a komunistickými režimy tak utlačovatelská.
Vzhledem k vojenské a ekonomické slabosti Itálie jakož i nutnosti upevnit svou vládu, nemohl duce zpočátku pomýšlet na expanzivní politiku. Přesto snil o obnovení římské říše, která by ze Středomoří učinila Mare nostrum (Naše moře). Jeho násilný debut v podobě okupace řeckého ostrova Korfu v odvetu za zabití italského generála Enrica Telliniho na řecko-albánské hranici v srpnu 1923 byl úspěšný jen částečně a Anglie s Francií jej nakonec donutily po měsíci ostrov opět vyklidit.
Diplomatické snažení naproti tomu přineslo výsledky. V březnu 1924 dosáhl dohody se Královstvím Srbů, Chorvatů a Slovinců a připojil k Itálii město Fiume (Rijeka). V červnu 1925 odstoupili Britové ve východní Africe Italům oblast Jubalandu (italsky Oltre Giuba), která byla připojena k italskému Somálsku. V prosinci 1927 Italové definitivně ovládli prostřednictvím Ahmeta Zoga Albánii podpisem druhého tiranského paktu, který umožnil Římu ovládnout ropná pole na jihu země a italské vojenské misi dohled nad albánskou armádou. Albánie se tak de facto stala italským protektorátem a prezident Ahmet Zogu albánským králem Zogem I. (1928).
Italská diplomacie podporovala územní požadavky Maďarska a Bulharska a od roku 1932 získala prostřednictvím kancléře Engelberta Dollfusse značný vliv v Rakousku. On sám ve snaze získat další vliv na Balkáně podporoval chorvatské a makedonské separatisty a zpočátku uvítal i nástup Adolfa Hitlera k moci v Německu.
Jelikož doba nepřála agresi v mezinárodním měřítku, zahájil Mussolini agresi na domácí scéně, a to na Sicílii a v italských koloniích. Sicílie byla odnepaměti v područí Mafie, což nedokázala změnit ani vláda Neapolského království, Království obojí Sicílie nebo sjednoceného Italského království. I místní vedení fašistické strany se snažilo žít s Mafií v určité symbióze. Ke střetu fašismu a Mafie však nakonec došlo během návštěvy Mussoliniho v roce 1924. V Palermu se ducemu ještě dostalo nadšeného přijetí, ale poté, co starosta městečka Piana dei Greci a zároveň místní šéf mafie Francesco Cuccia, přezdívaný don Ciccio, zajistil, aby jeho proslov obyvatelstvo bojkotovalo, dal po návratu do Říma volnou ruku někdejšímu boloňskému prefektovi Cesare Morimu k „prosazení autority státu“. Ten zahájil bezohledné tažení proti mafiánským strukturám na Sicílii, čímž si vysloužil přezdívku Železný prefekt. Část mafiánských bossů byla uvězněna, část prchla do severní Afriky nebo do USA, někteří dokonce vstoupili do fašistické strany. Nelítostného Moriho zastavil roku 1929 až diktátor sám, kdy ocenil jeho zásluhy a jmenoval jej senátorem. Po Moriho odchodu teror prakticky ustal a i když roku 1934 Mussolini halasně vykřikoval, že „Mafie už neexistuje“, ve skutečnosti se tato organizaci zčásti přesunula mimo Sicílii a zčásti přešla do ilegality, ze které vystoupila až po pádu fašistického režimu[zdroj?].
V říjnu 1925 zahájil generál a generální guvernér italského Somálska Cesare de Vecchi tažení proti do té doby velmi samostatnému svazu proitalských sultanátů a během let 1925–1927 pomocí armády, námořnictva ale také korupce a intrik zlikvidoval jakoukoliv místní autonomii a připravil půdu pro italské kolonisty.
Ještě brutálněji si počínal plukovník a později generál Rodolfo Graziani v Severní Africe. Během 20. let Graziani brutálně potlačil revoltu Tuaregů v protektorátu Fezzan a vysloužil si tím přiléhavou přezdívku Fezzánský řezník. Poté svým trestným tažením porazil vlivný kmen Senússiú v Tripolsku, aby v letech 1930–1934 nechvalně proslul jako generální guvernér Kyrenaiky. Proti charismatickému vůdci odporu Omaru Muktarovi nasadil lehké tanky, yperitové nálety a internaci odbojných kmenů do sběrných táborů. Muktar byl nakonec zajat a 14. září 1931 oběšen v táboře Saluk. Tripolsko, Fezzán a Kyrenaika byly od té doby označovány jako Libye a na jaře 1934 rozděleny na saharskou část a přímořskou část označovanou jako Italská severní Afrika. Do roku 1940 sem fašisté přemístili 110 000 italských kolonistů. Tato kampaň se stala předobrazem pozdější invaze do Etiopie.
V samotné Itálii se diktátorovi zdařil jiný kousek, když si 11. února 1929 Lateránskými smlouvami s papežem Piem XI. získal podporu katolické církve, čímž vyřešil od roku 1871 nedořešené vztahy mezi Svatým stolcem a italským státem. Pius XI. prohlásil dne 13. února 1929 Mussoliniho za „muže, kterého poslala sama Prozřetelnost" a za „člověka, který nemá předsudků jako politikové ze strany liberální". V ekonomické sféře již Mussolini tolik úspěšný nebyl. V letech 1922–1926 zažila italská ekonomika období rychlého růstu. Růst výrobní produkce o 10 % ročně, zvýšený export a úspora veřejných výdajů z 35 % na 13 % vedlo k snížení nezaměstnanosti z 600 000 (1921) na 100 000 (1926). Ministr financí Alberto de Stefani tak už 2. června 1925 dosáhl vyrovnaného rozpočtu. Vytvoření systému korporací však vedlo k jeho rezignaci, neboť i když byl hrabě de Stefani přesvědčeným fašistou, při výkonu své ministerské funkce se řídil liberální zásadou laissez faire. Korporativní Itálie sice v letech 1926–1938 zdvojnásobila produkci obilovin a v roce 1940 se stala zcela soběstačnou v produkci obilí, ale preference jednoho druhu plodin způsobila nedostatek jiných produktů. Ani porodnost na duceho rozkaz výrazně nestoupla. Izolovaný korporativní systém sice Itálii v roce 1930 uchránil přímého zásahu velké hospodářské krize, ale krach rakouské banky Credit Anstalt v květnu 1931 poznamenal italský bankovní sektor a v návaznosti na to i italský průmysl, především ocelářský gigant Ansaldo. Ještě v roce 1933 musel státem zřízený Institut pro rekonstrukci průmyslu (IRI) investovat mnoho prostředků do stabilizace ekonomické situace v průmyslovém sektoru. To spolu s faktem, že duce sám v prosinci 1927 obnovil zlatý standard i přes odpor svého ministra financí způsobilo, že italská ekonomika nepodávala nikterak oslnivé výkony a růst HDP se ustálil v průměru na 2 %.
Po roce 1927 byl v Itálii zaveden stát blahobytu. Bylo zavedeno povinné pojištění proti nehodám, nemocem, nemocem stáří, opatření proti malárii a tuberkulóze a stipendia pro děti, minimální mzda, placená dovolená atp. Původně byl Mussoliniho režim pro soukromé podnikání. Postupně však docházelo k socializaci hospodářství. Mussoliniho korporativismus se začal rozvíjet během velké hospodářské krize. Mussolini vyšel z Karla Marxe a tvrdil, že s nástupem korporativismu byla metoda kapitalistické výroby překonána. Dle Mussoliniho dokonce korporativismus překonával socialismus a vytvářel novou syntézu.

## Osa Berlín-Řím
Osudovým se Mussolinimu stal nástup nacistů k moci v Německu 30. ledna 1933. Zpočátku se zdálo, že nastolení vlády Adolfa Hitlera, který se netajil tím, že duceho považuje za svůj politický vzor, může být pro Itálii jen výhodou a proitalská vláda v Berlíně případným trumfem při jednání s Brity a především s Francouzi. Brzy se však ukázalo, že případná německo-italská spolupráce není bez kazu. Třecí plochou se záhy stalo Rakousko. Hitler svoje rodiště mínil připojit k Německu a vytvořit tak základ nové Třetí říše. V duceho strategických plánech však nezávislé Rakousko hrálo klíčovou roli. Podepsání Římských protokolů mezi Itálií, Rakouskem a Maďarskem v březnu 1934 posílilo italský vliv v Podunají. V té době byla Itálie podobně jako Sovětský svaz obdivována. Mezi obdivovatele patřil například Winston Churchill, Mahátma Gándhí anebo americký velvyslanec v Itálii Washbur Child. Dle sovětského komunistického politika Nikolaje Bucharina fašisté ve svých metodách převzali a aplikovali více než kterákoliv jiná strana zkušenosti ruské revoluce. Mussolini sám měl mít v úctě Vladimíra Iljiče Lenina a Josefa Stalina. Teoretik fašismu Ugo Spirito spekuloval o možné syntéze fašistického a sovětského (komunistického) směru.
Dne 25. července 1934 se skupina rakouských nacistů pokusila svrhnout Dollfussovu vládu a připojit Rakousko k Německé říši. Amatérský puč však selhal a jediné, čeho pučisté dosáhli bylo, že zavraždili spolkového kancléře. Puč byl zlikvidován policejními silami a nová vláda Kurta Schusschnigga sáhla k represím proti rakouské odnoži NSDAP. To duceho tak rozzuřilo, že vyslal k rakouským hranicím 4 armádní divize, což donutilo Hitlera od celé věci se distancovat. Rakouská krize vztahy obou diktátorů na dlouho poznamenala.
I když si tímto zásahem fašistická Itálie získala určité uznání jako „garant evropského míru“, italská ekonomika úpěla pod tíhou zbrojení. Výstavba mohutných leteckých sil a velkorysé námořní zbrojení spolu s rozšířením kontingentu pozemní armády dávaly iluzi silné a akceschopné armády, ale nic nebylo vzdálenější realitě. Královská italská armáda se v té době potýkala s celou řadou problémů, například s špatnou organizací, nevhodnou či zastaralou technikou, nedostatkem pohonných hmot nebo nízkou úrovní výcviku mužstva.
Hnán svým sklonem k avanturismu, snem o italské hegemonii ve Středomoří a posléze i soupeřením s Hitlerem v expanzi však Mussolini tuto situaci přehlížel a vršil chybu za chybou, zvláště poté, co se zbavil možných kritiků. Maršál Balbo, který vzdor tomu, že k jeho prominentním přátelům patřil i velitel nacistické Luftwaffe Hermann Göring, odmítal nacisty pro jejich antisemitismus, byl odsunut v roce 1934 do severní Afriky coby nový generální guvernér Libye, čímž v duceho okolí zmlkl jeden z nejrealističtějších hlasů. Ještě katastrofálnější bylo odsunutí ministra zahraničí hraběte Dina Grandiho z jeho postu do Londýna, kde jej jmenovali velvyslancem. Opatrná Grandiho zahraniční politika a nedůvěra vůči Německu vzala definitivně za své, když v létě 1936 Mussolini dosadil na uprázdněný post svého zetě hraběte Galeazzo Ciana, nadšeného přívržence aliance s Berlínem.
Po atentátu na jugoslávského krále Alexandra I., který provedlo makedonsko-chorvatské komando vyzbrojené Němci a vycvičené v Itálii v říjnu 1934 a jehož následky nepřežil ani ministr zahraničí Francie Louis Barthou, který vedl k oslabení vlivu Francouzů v Jugoslávii (princ-regent Petar se pokusil dohodnout s Itálií a Německem) se Barthouův nástupce Pierre Laval pokusil v lednu 1935 získat si Mussoliniho územními ústupky v oblasti Čadu a francouzského Somálska. Součástí dohody, s kterou neoficiálně souhlasil i britský ministr zahraničí Samuel Hoare byla i uznání, že se nyní Habešské císařství (vzdor tomu, že se jednalo o členský stát Společnosti Národů) nachází v italské sféře vlivu. V dubnu 1935 byla v italských lázních Stresa schválena tzv. Streská fronta (pakt Británie-Francie-Itálie proti Německu). Britové však ještě během téhož roku podepsali Německo-britskou námořní dohodu, což spojenectví značně pošramotilo. Definitivní ránu z milosti tomuto paktu zasadil sám Musolini napadením Habeše.
3. října 1935 Itálie na Habeš zaútočila. V nerovném boji, který si ovšem vyžádal více sil, než se předpokládalo, dosáhla vojska maršála Pietra Badoglia a generála Grazianiho vítězství. Habeš byla v květnu 1936 zařazena do italského koloniálního panství jako Italská východní Afrika. Vzdor vítězným fanfárám v italských ulicí a faktu, že jeho popularita vyletěla do nadoblačných výšek, však měla válka do „oslnivého vítězství“ daleko. Krom velkých nákladů na celé tažení, které zatížily již tak přetíženou ekonomiku zde Itálie musela vydržovat téměř 300 000 italských a domorodých vojáků jako okupační armádu a v letech 1936–1940 zde místokrálové Badoglio, Graziani a posléze i vévoda z Aosty museli nadále bojovat se zbytky císařské armády vedoucí gerilovou válku. Další prostředky pohltila stavba dálnic, železnic a nových měst pro budoucí kolonisty.
Itálie tak získala impérium, ale projekt Streské fronty definitivně padl a Francie s Anglií vzdor předchozím ujištěním hlasovali pro uvalení sankcí proti Itálii. Řím se tak dostal do izolace, což jej nenávratně připoutalo k Hitlerovi. Když ve Španělsku vypukla občanská válka (1936–1939), podporoval společně s Hitlerem povstaleckého generála Francisca Franca. Tato podpora pohltila další prostředky a již v prosinci 1938 konstatoval ministr financí Felice Guarnari, že země stojí před bankrotem.

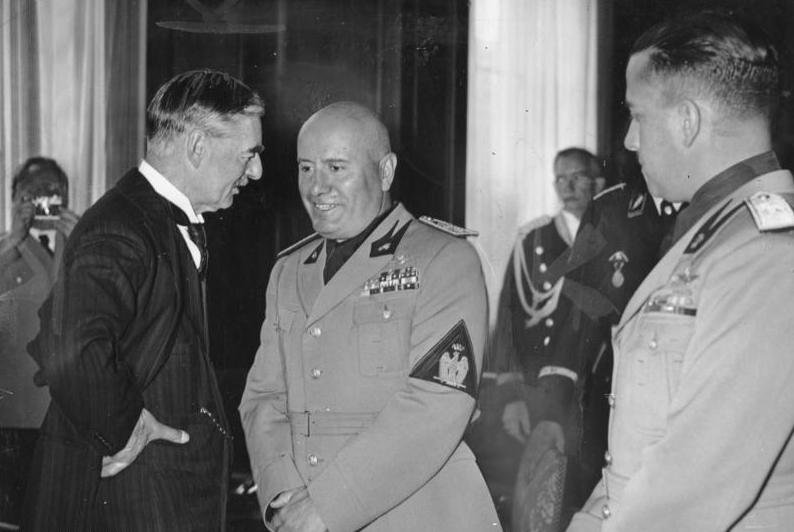
Jednání před podpisem Mnichovské dohody. Na snímku z 29. září 1938 zleva doprava: Neville Chamberain, Benito Mussolini a Galeazzo Ciano

V říjnu 1936 podepsaly oba státy pakt Osa Berlín-Řím, což byl první krok prohlubující spojenectví obou zemí a zároveň tento pakt zpečetil osud Rakouska coby nezávislé země. V září 1937 duce navštívil Německo. Nacistický diktátor si během této návštěvy nenechal ujít příležitost ukázat svému italskému kolegovi jak vysoký stupeň industrializace země, tak svou v té době již značně mechanizovanou moderní armádu. Pobyt v Třetí říši na něj učinil hluboký dojem. 10. prosince 1937 opustila Itálie Společnost národů a připojila se k Paktu proti Kominterně (pakt z listopadu 1936 mezi nacistickým Německem a Japonským císařstvím).
Hitler si nyní již beztrestně mohl dovolit uskutečnit to, co mu Mussolini sám v roce 1934 nedovolil. 12. března 1938 okupovala německá vojska Rakousko. Nyní italský diktátor jen trpně přihlížel. V červenci 1938 překvapil, když začal v Itálii zavádět po vzoru nacistů protižidovské zákony. V září 1938 ochotně zprostředkoval setkání čtyř velmocí (Velká Británie, Francie, Německo a Itálie) v Mnichově, kde společně na podkladě Mnichovské dohody donutily československou vládu odstoupit Němcům pohraniční oblasti s německou menšinou (Sudety). Tento ústupek však Hitlerovi nestačil nadlouho – 15. března 1939 vpochodoval Wehrmacht do Prahy. Torzo Československa bylo roztrženo na dvě části: Protektorát Čechy a Morava s loutkovou vládou a Slovenský stát, oficiálně nezávislý spojenec nacistického Německa. Mnichovská dohoda tak byla de facto veřejně pošlapána. Britové a Francouzi od té chvíle již Hitlerovi přestali věřit.
7. dubna 1939 Itálie okupovala Albánii. Narychlo zformovaný a nedostatečně vycvičený sbor o síle 50 000 mužů měl v první chvíli velké problémy i s chaotickým albánským odporem. Nakonec pomohla prodejnost albánských generálů a útěk samozvaného krále Zogua do řeckého exilu a okupace země byla dokončena prakticky nekrvavě. Viktor Emanuel III. si k titulu král italský a císař etiopský mohl přidat další titul – král albánský.
Dne 22. května 1939 demonstroval Mussolini celému světu svůj vazalský poměr k Berlínu, neboť toho dne ministři zahraničí Joachim von Ribbentrop a Galeazzo Ciano podepsali Ocelový pakt, definitivně zavazující Itálii za všech okolností podporovat Německo. I když ho (a Ciana) Ribbentrop ujišťoval, že případná velká válka nevypukne dříve než za 3 roky, již v srpnu suše oznámil Cianovi, že útok na Polsko nastane 1. září. V posledním záchvatu zdravého rozumu oznámil svému spojenci, že Itálie v tomto termínu nemůže vstoupit do války. Na Hitlerův dotaz, co Itálie potřebuje k tomu, aby dodržela spojenecké závazky, následoval přemrštěný seznam požadavků jak strategických surovin, tak vojenského materiálu, seznam, který by jak se vyjádřil Ciano „porazil i býka, kdyby si to mohl přečíst“. Hitler nakonec oznámil do Říma, že italskou účast vyžadovat nebude. 2. září 1939 vyhlásil italský diktátor svou zemi za „stát válku nevedoucí“.
Ale ani tento vzdor neměl dlouhého trvání. Po německých úspěších v Polsku, Norsku, Holandsku, Belgii a ve chvíli, kdy německá armáda rozdrtila Francouze, nakonec 10. června 1940 vyhlásil válku Francii a Británii. Učinil tak z přesvědčení, že válka za pár týdnů nejpozději měsíců skončí a svou účastí si zajistí možnost zasednout za jednací stůl s právy válečné strany. Mussolini tuto válku za „paralelní“, tj. proti stejným nepřátelům, ale jen pro italské zájmy.

## Paralelní válka (1940–1943)
Itálie se vskutku zapojila aktivně do bojů druhé světové války, ale zcela jinak, než si italský diktátor představoval. Už jeho první bojové střetnutí s Francouzi dopadlo bídně a do francouzské kapitulace 25. června 1940 obsadili Italové v boji s otřeseným nepřítelem jen pohraniční město Menton a několik alpských údolí. Itálie tak kromě Mentonu nezískala žádná území a jen Hitlerovým přispěním musela francouzská delegace souhlasit s demilitarizovanou zónou na francouzsko-italské hranici.

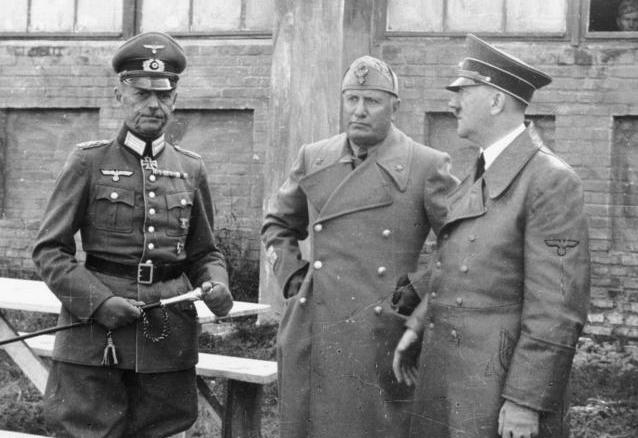
Polní maršál Gerd von Rundstedt, Benito Mussolini a Adolf Hitler při obhlidce situace na východní frontě v srpnu 1941

O nic lépe si italská armáda nevedla proti Britům. 20. srpna 1940 sice hrdě oznámil světu, že jeho armáda porazila Brity a dobyla britské Somálsko, čímž nyní bude blokovat zásobování britských vojsk přes Rudé moře, byl to však jediný skutečný úspěch jeho vojsk. 13. září 1940 překročila 10. italská armáda egyptské hranice, aby se po třech dnech a sto kilometrech zastavila v Sídí Barrání. Maršál Graziani, který věděl, že velí sice početné, ale mizerně vyzbrojené a vycvičené armádě s nedostatečnými zásobami kategoricky prohlásil, že dosáhl limitu bojových operací a od té doby se vyžíval psaním dopisů, v nichž žádal jak posily a i zásoby a bojovou techniku, kterou mu v červenci 1940 osobně slíbil.
Již tak dost napjaté zásobování bylo ještě více přetíženo, když na radu Ciana a italského ambasadora v Tiraně Francesca Jacomoniho zaútočil 28. října 1940 na Řecko. Velitel vojsk v Albánii generál Sebastiano Visconti Prasca sebevědomě prohlásil, že mu k záboru Řecka stačí jeho šest převážně binárních divizí. Řekové však italský nástup do týdne zastavili a v listopadu 1940 zahájili protiofenzívu, při níž postoupili a vyhnali Italy do 21. listopadu ze země. Řecká armáda pak pokračovala v útoku a do konce ledna 1941 obsadila část jižní Albánie.
Definitivní konec „paralelní války“ mu připravila britská protiofenzíva v severní Africe dne 9. prosince 1940. Britská vojska pod velením generála Archibalda Wavella uštědřila Italům porážku u Sídí Barrání a při pronásledování ustupující 10. italské armády dobyla 5. ledna 1941 Bardii a 22. ledna strategicky důležitý přístav Tobrúk. Dne 9. února 1941 byly zbytky italských vojsk obklíčeny a donuceny ke kapitulaci u Beda Fomm. Celá Kyrenaika se tak dostala do britských rukou.
Hitler nakonec svému italskému spojenci musel pomoci z nejhoršího. Do Tripolisu dorazil generál Erwin Rommel s prvními jednotky svého Afrikakorpsu a Řecko bylo 6. dubna 1941 napadeno a okupováno německou armádou. Od jara 1941 tak byl na svém německém spojenci naprosto závislý[kdo?]. Když 22. června 1941 napadlo nacistické Německo Sovětský svaz, on sám se k boji připojil a vyhlásil Sovětům válku. Po japonském útoku na Pearl Harbor společně s Adolfem Hitlerem podpořil Japonsko a 11. prosince 1941 vyhlásili oba válku i USA. Italští vojáci nadále pokračovali v bojích v Severní Africe a na východní frontě, ale nyní již pod německým velením.

## Sesazení a Republika Salò (1943–1945)
10. července 1943 zahájili Spojenci invazi na Sicílii. 24. července se sešla fašistická Velká rada za předsednictví hraběte Grandiho a v poměru 19 hlasů ku 7 vyslovila Mussolinimu nedůvěru. Pro nedůvěru hlasoval i jeho zeť, hrabě Galeazzo Ciano.  

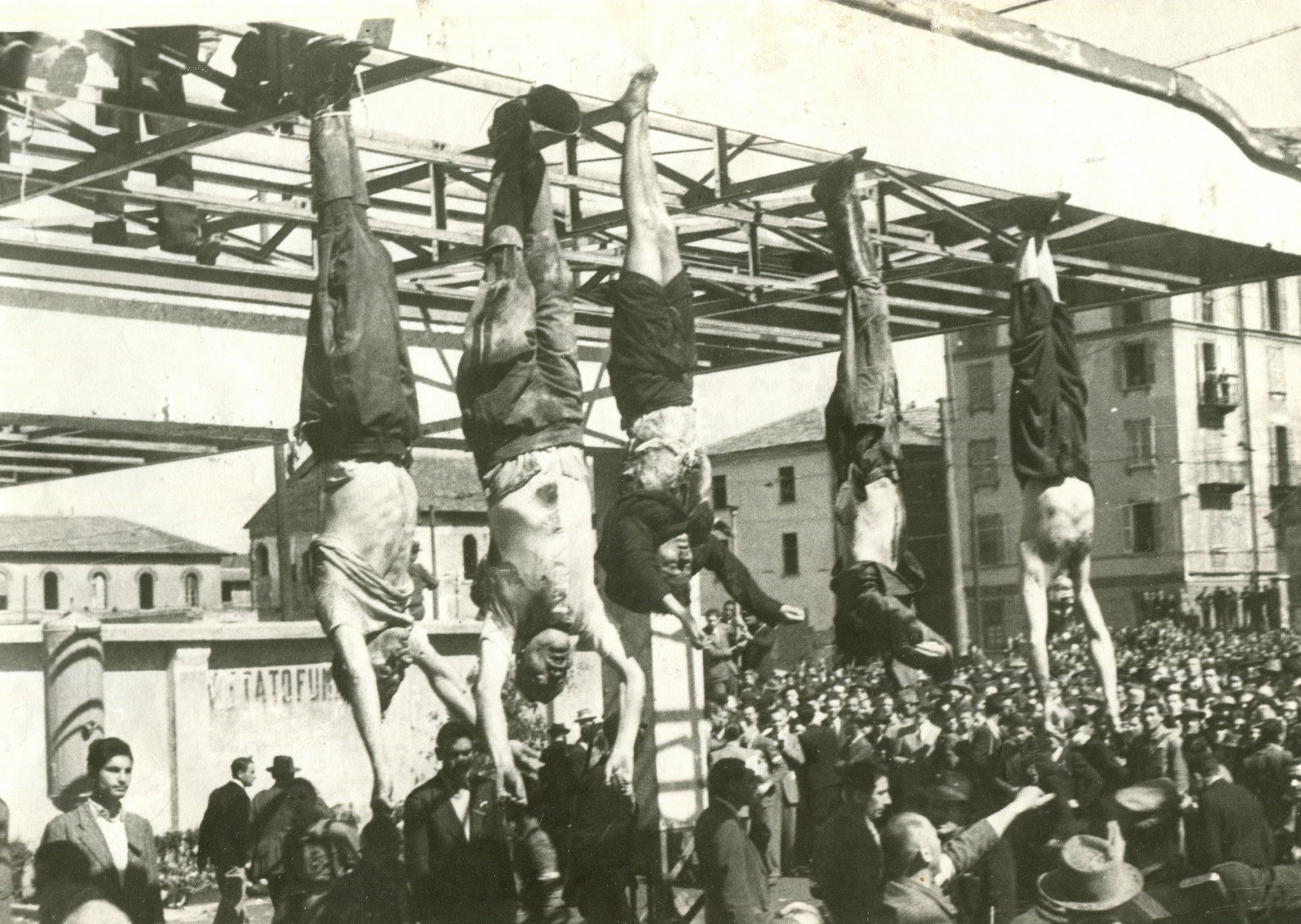
Těla Mussoliniho (druhý zleva), jeho milenky Clary Petacci (uprostřed) a dalších fašistů, vystavená 29. 4. 1945 v Miláně

Poté byl Mussolini 25. července sesazen, následně na rozkaz krále zatčen a uvězněn v horském hotelu na Campo Imperatore v pohoří Gran Sasso v Abruzzu, kde zůstal do 12. září 1943. Toho dne byl v rámci operace Dub osvobozen výsadkáři nacistického Německa a dopraven do Mnichova (komandu velel Otto Skorzeny). 
Za podpory Adolfa Hitlera ustavil na italském území ovládaném Německem diktaturu tzv. Italskou sociální republiku, někdy dle hlavního města nazývanou Republika Saló. Mussolini se naposledy pokusil získat si popularitu svým programem socializace[zdroj⁠?!] a zároveň formoval novou republikánskou fašistickou armádu. Ústavu republiky[zdroj⁠?!] sepsal bývalý komunista a Leninův přítel Nicolo Bombacci, který se přidal k fašistům až během války v Etiopii. Socializace spočívala ve znárodnění firem s více než jedním stem zaměstnanců.[zdroj⁠?!] Mussolini brojil proti buržoazii. Prohlásil také, že: „Odkazuji republiku republikánům, a ne monarchistům, a dílo sociální reformy socialistům, a ne středním třídám.“ Jeho republika také shromažďovala Židy a posílala je do koncentračních táborů, ač je Mussoliniho režim v takové míře dříve neperzekvoval. Vyrovnal si rovněž své účty s některými zrádci z 25. července, co se mu dostali do rukou. V lednu 1944 stanulo před soudem ve Veroně pět členů Velké fašistické rady včetně duceho zetě Ciana. 11. ledna 1944 byli Ciano, maršál de Bono, někdejší velitel squadristů Marinetti a ministři Gottardi a Pareschi v tomto veronském procesu odsouzeni a popraveni ranou do týlu.

## Smrt

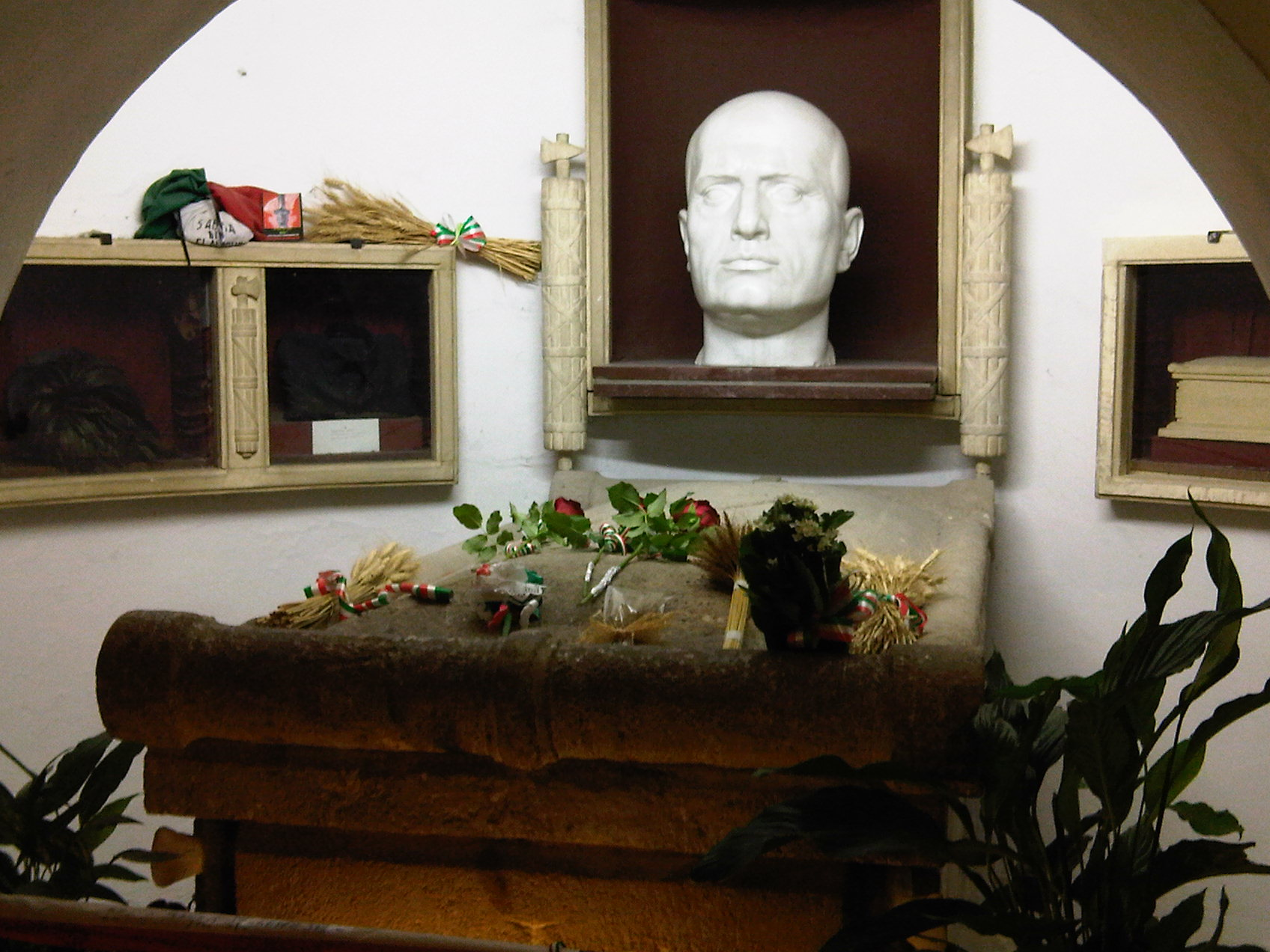
Mussoliniho hrob v Predappiu na snímku z roku 2009

Když už bylo jasné, že nově vytvořená Italská republika nebude mít dlouhé trvání, uprchl do Milána, odkud se už tehdy spěšně stahovala německá vojska. Zde se rozhodl vyjednávat o kapitulaci. 25. dubna 1945 opustil v doprovodu své milenky Clary Petacciové bombardovaný Milán a v koloně aut prchal do Coma. Odtud pokračovala kolona směrem na Švýcarsko. Pak se rozhodl připojit se k německému oddílu protiletecké obrany a uprchnout pod jeho ochranou do Innsbrucku, ale oddíl byl zastaven 52. partyzánskou brigádou. Luigi Clerici Garibaldi a všichni Italové dostali příkaz zůstat na místě, zatímco Němci jeli dál. Mussolini si tedy oblékl německou uniformu a pokračoval v cestě do Donga, kde byla německá auta prohlédnuta a Mussolini tak byl nakonec objeven a zatčen. 
V té době už měli členové Národního osvobozovacího výboru severní Itálie o jeho dalším osudu jasno. Walter Audisio, antifašistický bojovník známý jako plukovník Valerio, dostal příkaz jej popravit. 28. dubna 1945 vtrhl Valerio do Mussoliniho ložnice v selském stavení u Bonzaniga a tvrdil, že chce Mussolinimu a jeho milence pomoci k útěku. Společně pak odjeli autem k vile Belmonte ve vesnici Giulino di Mezzegra, kde s Clarou Petacciovou opustili auto a následně byli zastřeleni. Jejich mrtvá těla byla převezena do Azzony a 29. dubna pověšena hlavou dolů na nosnících rozbombardované čerpací stanice na Piazzale Loreto v Miláně. Zpráva o jeho smrti a naložení s jeho mrtvým tělem měla vliv na rozhodnutí Adolfa Hitlera spáchat sebevraždu (30. dubna 1945).[zdroj?]

## Soukromý život
V roce 1915 se Benito Mussolini oženil s Rachele Guidiovou, s níž žil od roku 1910. Měli spolu tyto potomky.
- Edda (1910–1995)
- Vittorio (1916–1997)
- Bruno (1918–1941)
- Romano (1927–2006)
- Anna Marie (1929–1968)

Nejstarší dcera Edda se v roce 1930 provdala za hraběte Galeazza Ciana, italského ministra zahraničí, kterého dal její otec Benito Mussolini v roce 1944 popravit za velezradu. Vittorio Mussolini byl filmovým producentem, Bruno zahynul při testování bombardéru v roce 1941, Romano Mussolini byl uznávaným klavíristou a vystupoval pod jménem Romano Full. Vydal také knihu Můj otec, Duce. Životopisnou knihu vydala i vdova po Benitu Mussolinim Rachele Mussoliniová, kniha se jmenovala Můj život s Benitem. Příbuznou rodiny Mussoliniových je i herečka Sophia Lorenová, která se stala sňatkem své sestry švagrovou Romana Mussoliniho.
V roce 2000 uveřejnil italský novinář Marco Zeni zprávu, že Benito Mussolini se údajně poprvé oženil už v roce 1914 s jistou Idou Dalserovou, se kterou měl syna Benita Albiniega. Když se pak Mussolini dostal k moci, nechal údajně veškeré stopy o své bigamii zahladit tajnou policií. Ida Dalserová zemřela v roce 1937 a její syn Benito Albiniego v roce 1942. Jisté je, že Mussolini měl během života řadu milenek, z nichž nejznámější je Clara Petacciová, která byla popravena společně s ním.

## Vyznamenání
V roce 1926 mu byl udělen Československem (T. G. Masarykem) Řád Bílého lva I. třídy. Podnětem byl jeho kladný postoj k husitství a československým legiím za první světové války, které v Itálii propagoval. Později se ke svému postoji již nehlásil a řada jeho raných antiklerikálních knih byla za jeho vlády stažena ve fašistické Itálii z oběhu.